# Apocephalus modesta
Apocephalus modesta är en tvåvingeart som beskrevs av Borgmeier 1963. Apocephalus modesta ingår i släktet Apocephalus och familjen puckelflugor. Inga underarter finns listade i Catalogue of Life.